# Capizzi
Capizzi (Capizzi in siciliano) è un comune italiano di 2 737 abitanti della città metropolitana di Messina in Sicilia.
È un comune del parco dei Nebrodi. Gli abitanti vengono chiamati capitini (in siciliano capizzùoti).

## Geografia fisica
Capizzi sorge nell'interno dell'Isola per un'estensione di 69,90 km², attorno al colle Verna, contrafforte nella parte meridionale dei Nebrodi, e sulle sorgenti del fiume Simeto, a 1139 m sul livello del mare e distante dalla costa poco più di 20 km in linea d'aria.
Per la posizione elevata del luogo in cui sorge Capizzi, le condizioni atmosferiche subiscono repentini cambiamenti. Nel periodo invernale, specialmente nel periodo tra gennaio e marzo, il clima risulta essere molto ostile con temperature decisamente basse (zona climatica E), spesso al di sotto dello zero, con neve abbondante e gelate. Nel periodo estivo, invece, il clima è reso gradevole dalla presenza dei boschi e dai venti.
La sua posizione in rapporto ai principali centri abitati, fa di Capizzi una delle località più remote e isolate della provincia di Messina.

## Storia

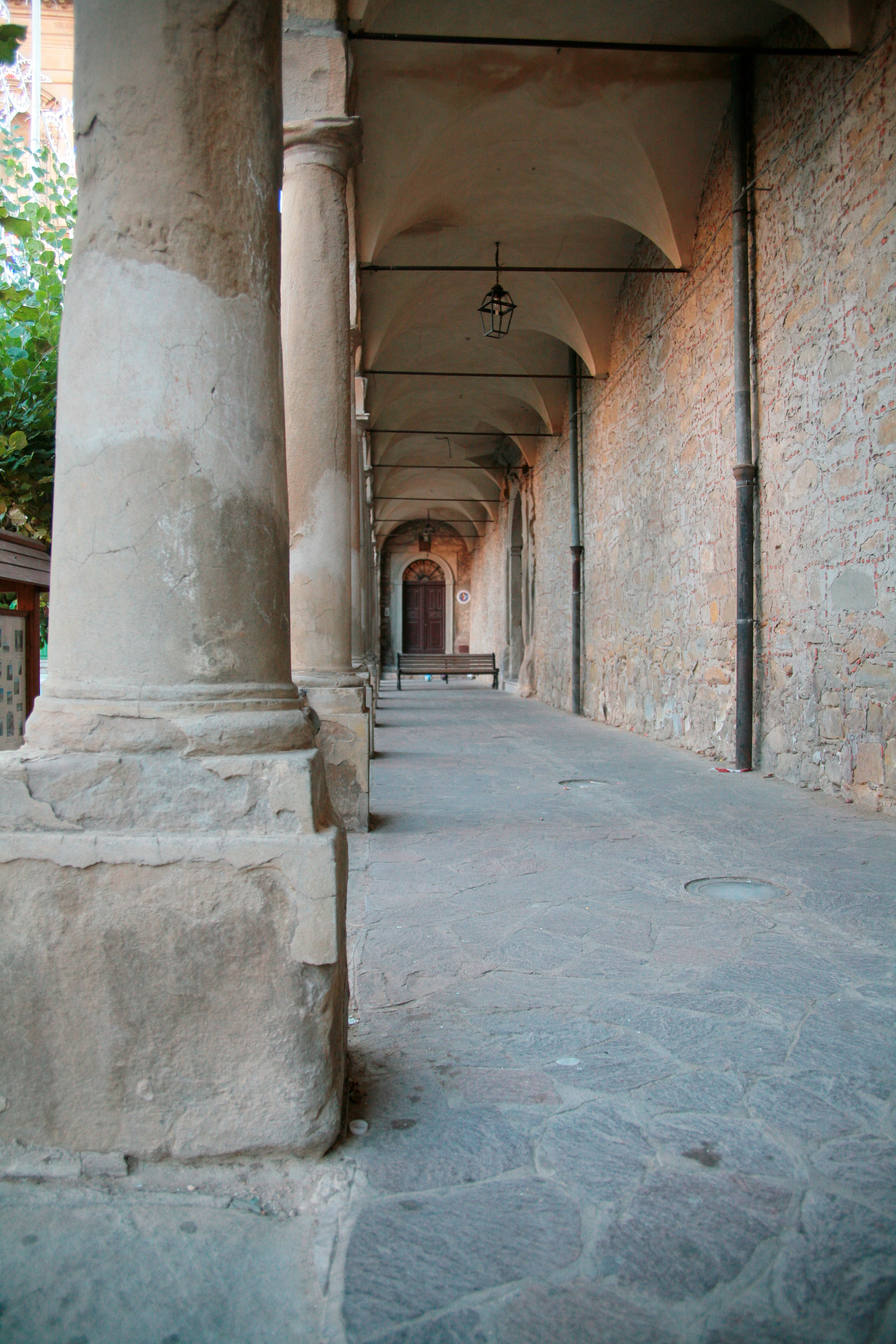
Portico della Chiesa di San Giacomo

"L'origine di questa città fu sempre ignota, e va smarrita nella notte dei secoli.", così scriveva lo storico e letterato capitino Nicolò Russo all'inizio del Cap. II della Monografia della Città di Capizzi antica e moderna in Sicilia pubblicata nel 1847, a proposito della fondazione di Capizzi.
L'autore, e insieme a lui tanti altri, fa risalire l'origine della civiltà capitina al tempo dei Siculi o dei Sicani. Altri, infatti, si sono occupati di questa città nel passato: il Fazzello e l'Arezzo che si rifecero a Tolomeo ed a Filippo Cluverio, ma solo il Caruso avanza l'ipotesi che Capizzi, come Modica, a Bidi sarebbe stata costruita dai Siculi che, insediati in una prima fase lungo la costa orientale della Sicilia, si spostarono ad ovest nell'interno per sfuggire alle continue scorribande dei pirati greci.
Studi del Brea, del Cavallaro e del Pace concordano nell'ipotesi che sia il centro che il territorio capitino rientrassero, nella seconda metà del IV secolo a.C., in una serie di insediamenti tra il Simeto ed il Salso. Solamente scavi archeologici potranno confermare tali tesi che ad oggi sono tutte di riscontri oggettivi e prove materiali.
La citazione di Cicerone nelle Verrine, ove attesta che "L'Aurea Urbs Capitina" era tra quelle "vessate dalla sete dei Decumani sotto Verre", ci dà prova inconfutabile che almeno nel periodo romano l'esistenza di un centro abitato è certo.
- Con i bizantini e normanni si ha un momento di ripresa con la costruzione e il potenziamento di numerosi edifici ecclesiastici. Tra i primi luoghi di culto la memoria popolare annovera la chiesa di san Giovanni Battista Antico edificata nel luogo denominato l'«aria pirciata», oggi sulla stessa area sorge il campo sportivo comunale. La città ha subito i fasti e le angherie delle varie dominazioni, eventi che hanno apportato cambiamenti, costruzioni ma, anche disagi e sfruttamento facendone un nucleo abitativo prospero, ricco di agricoltura,  allevamento e allo stesso tempo sottomesso all'autorità della capitale del regno. I Capitini hanno affrontato guerre, peste, povertà e dure lotte, elementi che hanno temprato e forgiato il carattere della popolazione. La città ricorda il duro atteggiamento dell'imperatore Federico II di Svevia che minacciava di distruggere l'intero quartiere "casalini". Come conseguenza alla ribellione dei capitini, il sovrano attuò la deportazione della maggior parte degli uomini a Palermo creando un nuovo quartiere di sfollati. La comunità partecipò attivamente ai moti dei Vespri siciliani, distinguendosi in numerosi altri eventi riguardanti la Storia della Sicilia.

### Seconda guerra mondiale
La cittadina di Capizzi, durante l'invasione della Sicilia da parte degli anglo-americani nello sbarco in Sicilia, visse la sua battaglia nei giorni che seguirono il 19 luglio del 1943, quando la 15ª divisione Panzergrenadie del generale Rodt dopo aver perso le città di Nicosia, Leonforte e Agira, dal 19 luglio si ritirò sulla cima della montagna di Troina, lungo la linea chiamata «Linea dell'Etna», insieme a reparti della divisione "Aosta" e artiglieria delle divisioni Aosta e "Assietta". Luogo, questo, dove poi si svolse la cruenta battaglia di Troina.
Questa ritirata lasciò la cittadina di Capizzi aperta all'occupazione da parte dei reparti del corpo di spedizione francese in Italia (CEF) al comando del generale francese Alphonse Juin, i soldati africani del CEF erano chiamati goumier ed erano al comando del generale francese Augustin Guillaume. 
Essi erano particolarmente abili nelle operazioni di montagna; i goumier, durante tutta la campagna d'Italia, si distinsero per ripetuti e continuativi episodi di stupro, violenze gratuite e ruberie nei confronti delle popolazioni via via incontrate, episodi tristemente noti come marocchinate.
In Sicilia a Capizzi, i goumier avrebbero avuto scontri molto accesi con la popolazione per i ripetuti episodi di violenza verso la popolazione femminile e non solo.
Il primo episodio di "marocchinata" si ebbe tra Licata e Gela subito dopo lo sbarco americano, a subirlo una donna sfollata, ciò secondo lo storico Fabrizio Carloni. 
Successivamente si diressero a Capizzi, dove per la prima volta, e forse l'unica, si trovarono ad affrontare la risposta fiera e violenta dei cittadini del piccolo paese dei Nebrodi.
I goumier del 4° Tabor comandato dal capitano Verlet, rimasero nella cittadina circa una settimana. Essi erano accampati all'ingresso di Capizzi nel Piano della Fiera e a Monte Rosso, dove iniziarono subito ad estorcere beni e cose ai capitini di passaggio. 
In seguito, per reazione al comportamento dei marocchini, vi furono episodi di intimidazione fatte dai capitini alle forze occupanti (come mostrare la corda), successivamente dopo alcuni episodi di stupro vi furono episodi di reazione violenta della popolazione.
Infatti, diversi marocchini furono trovati impiccati ed alcuni furono trovati morti, anche a distanza di tempo dalla loro partenza da Capizzi, nelle campagne dei dintorni del paese.
Si parla, anche, del ritrovamento di alcuni goumier uccisi con i genitali tagliati (secondo alcuni un chiaro segnale intimidatorio agli stupratori).
In totale circa una quindicina di marocchini vennero uccisi, con l'acquiescenza delle autorità militari alleate; in altri casi gli autori degli stupri vennero uccisi a roncolate o evirati, sbudellati e dati in pasto ai maiali.

### Simboli
Lo stemma rappresenta un guerriero con la corazza e il pileo, le braccia tronche, pronto a difendere comunque la sua patria: "Tronche le braccia, pugnerem coi petti". Il gonfalone è un drappo di colore bianco ornato di fregi d'argento.

## Monumenti e luoghi d'interesse

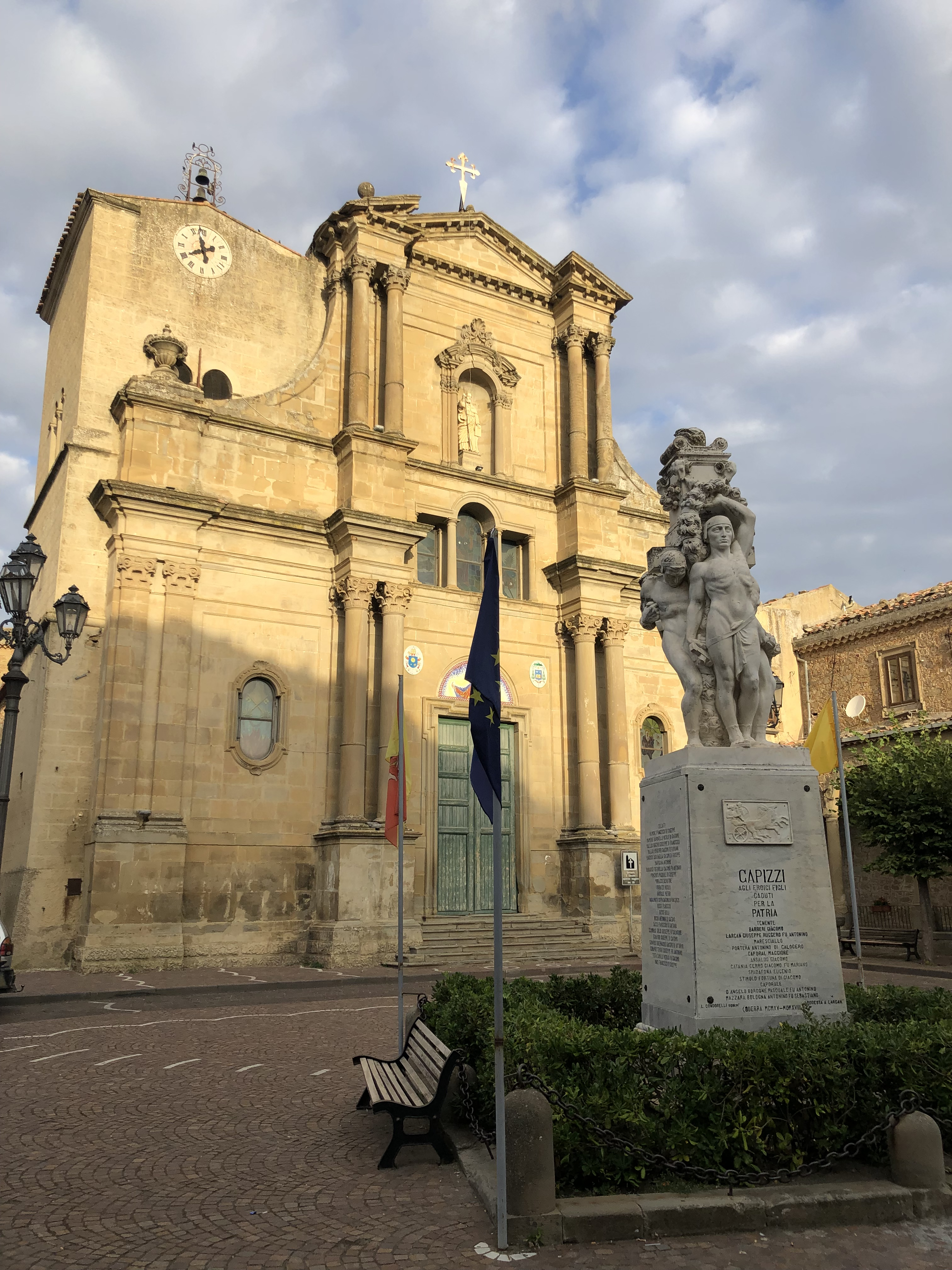
Chiesa di San Giacomo con il Monumento ai Caduti

### Architettura religiosa
- Chiesa madre di S. Nicolò di Bari
- Santuario di S. Giacomo
- Chiesa di S. Antonio di Padova
- Chiesa di S. Sebastiano
- Chiesa della Madonna delle Grazie
- Chiesa di S. Bartolomeo
- Chiesa di S. Leonardo già chiesa di Santa Sofia
- Museo diocesano dei SS. Nicolò e Giacomo (Oratorio dei Bianchi)

Diverse sono le chiese sconsacrate o perdute, che insistono o insistevano, nella cittadina di Capizzi; esse sono:
- Chiesa dell'Annunziata (oggi Camera del Lavoro e Aula consiliare)
- Chiesa di Sant'Antonio Abate (facente parte del complesso dell'Ex Collegio di Maria)
- Chiesa di Sant'Elena
- Chiesa della Madonna della Catena
- Chiesa di San Rocco
- Chiesa della Madonna della Catena
- Chiesa di San Lorenzo Martire
- Chiesa di San Pietro
- Chiesa di San Giovanni Battista
- Chiesa di San Zaccaria[17]
- Chiesa di San Nicolò dei Greci[17]
- Museo Diocesano di Arte Sacra

### Architettura civile
- Palazzo Russo-Larcan (ex Palazzo Principato)
- Palazzo Larcan
- Palazzi baronali siti sulla Via Vespri
- Ex-monastero della SS. Annunziata o delle Benedettine (Municipio)
- Ex Collegio di Maria
- Portico in Piazza Umberto I (dal 2011 piazza San Giacomo[18])

### Altro
- Monumento ai Caduti (1934), realizzato dallo scultore Luciano Condorelli

### Opere di pregio artistico
- Scultura della Madonna del Soccorso, opera di Antonello Gagini del 1517, conservata presso il Santuario di San Giacomo
- Organo della Chiesa di S. Nicolò o Chiesa Madre, opera di Raffaele La Valle, della seconda metà del XVI secolo, restaurato nel 1622 da Andronaco

## Congregazioni religiose
- Confraternita del SS. Sacramento (Ex Confraternita dei Bianchi)
- Confraternita della Buona Morte
- Confraternita di S. Antonio di Padova
- Confraternita di S. Sebastiano
- Confraternita di S. Bartolomeo
- Confraternita di S. Leonardo
- Confraternita di S. Giacomo Apostolo Maggiore

## Fondo Edifici di Culto
- Benedettine [sotto il titolo] della Santissima Annunziata
- Collegio di Maria [di Sant'Ignazio] della regola del cardinale Corradini
- Minori osservanti di San Francesco d'Assisi sotto il titolo di Santa Maria di Gesù

## Cultura

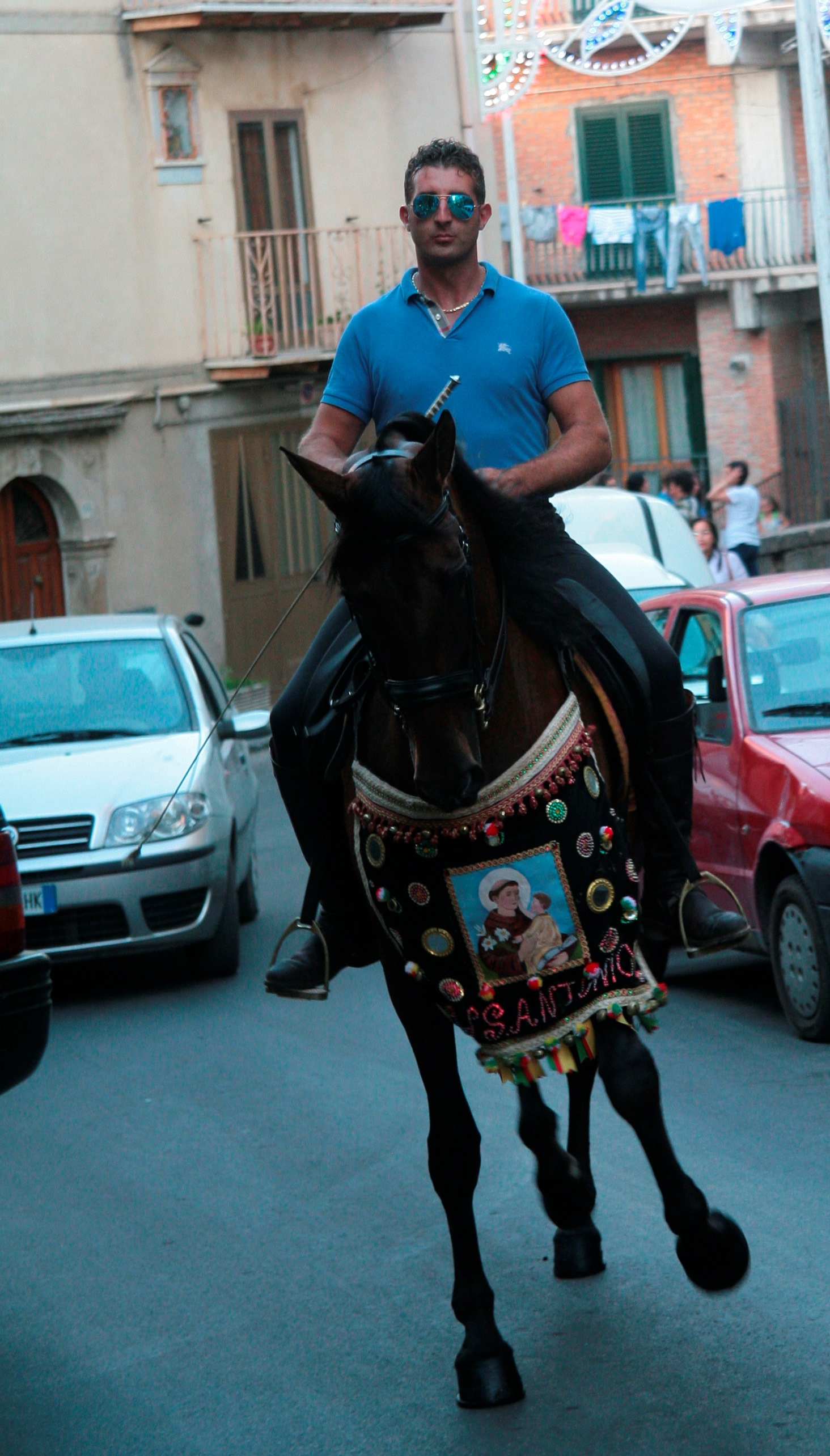
Cavallo per le vie cittadine

### Dialetto

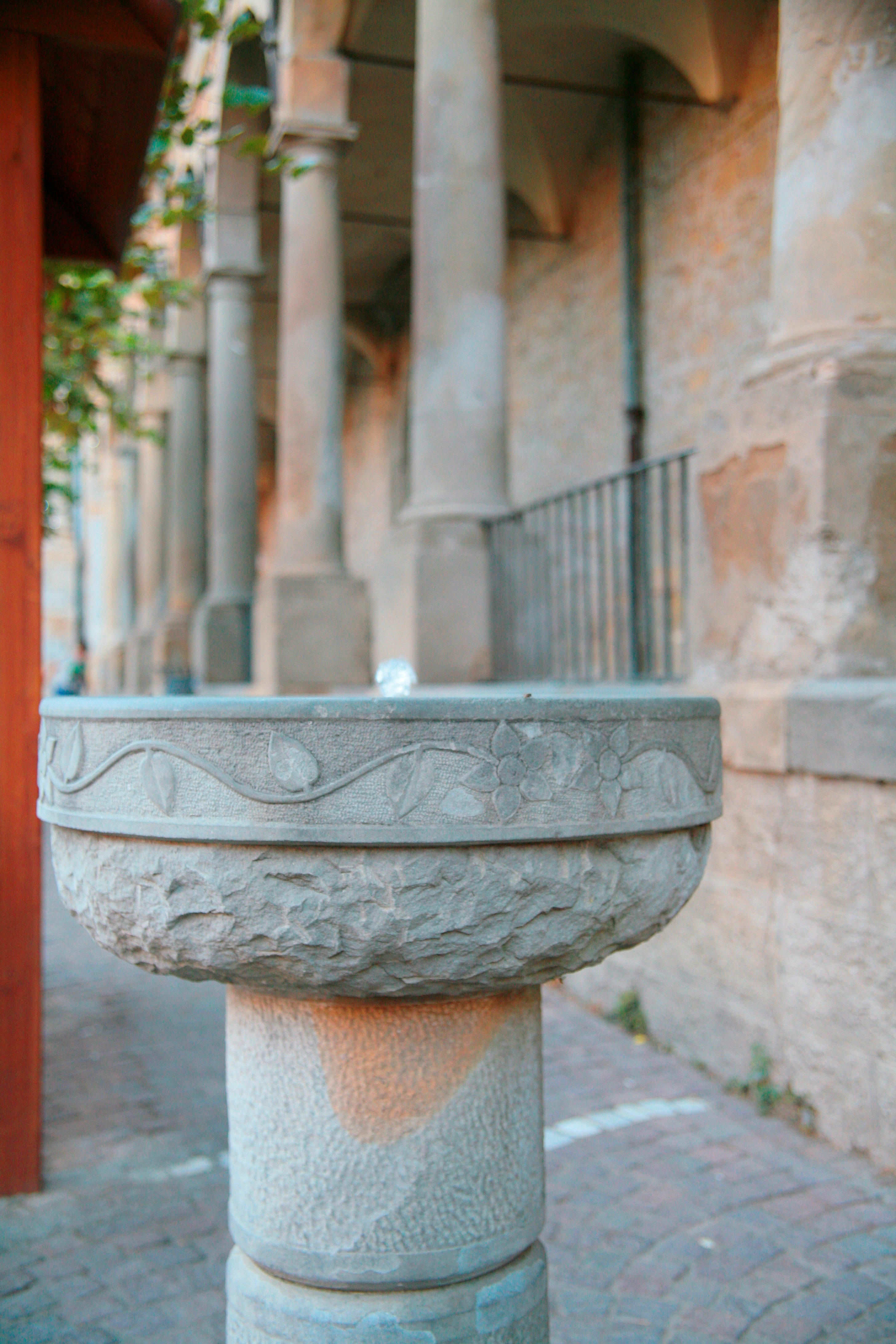
Fontana in pietra locale a San Giacomo

Esempi:
Ĕ: (-A, -E, -Ō) > é:
PEDE > péde; VERME > vérmɘ; VECLA > vécchja; PERDIT > pérdɘ.
Ĕ: (-Ī, Ǔ) > i̯é:
- PĔDĪS > pi̯édɘ; VĔCLŬ > vi̯écchju; VĔCLĪ > vi̯écchji; FĔRRŬ > fi̯érru; FĔTORĪ(S) > fi̯étu; CURRĔ NTĪ(S) > kurri̯énnu.

Ŏ (-A, -E, -O) > ó:
ŎSSA > óssa; ŎVA > óva; BŎNA > bbóna; MŎRIT > mórɘ.
Ŏ (-Ī, -Ŭ) > uó:
ŎSSŬ > uóssu; ŎVŬ > uóvu; ŎRBŬ(S) > uórbu; BŎNŬ(S) > bbuónu.

### Associazioni culturali
- Pro Loco Capizzi APS
- Associazione Culturale Gioventù Capitina
- FIDAPA Capizzi
- Circolo musicale San Giacomo
- Associazione teatrale "Così è se vi pare"
- Associazione di protezione civile N.O.I.S.
- Associazione Cavalieri dei Nebrodi

### Cucina
- Viscotta 'ncilippati - Biscotti glassati al limone (o cacao)
- Ucciddati ['ucciɖɖati]  - Buccellati
- Dolci tipici in pasta di mondorla (Niuri, Lumaricchi, Uccuna bianchi, Uccuna niuri, Missinisi, Ranfe)
- Salumi e carni di suino nero dei Nebrodi
- Tartufo dei Nebrodi (varietà nero uncinato)
- Pandispagna [pann 'i spagna] e Curuzza (dolci tipici pasquali)
- Mastazzola (dolce devozionale preparato per la festa di San Giacomo)

## Collegamenti col territorio
Per chi proviene da Messina è raggiungibile tramite lo svincolo A20 di Sant'Agata di Militello (100 km da Messina), dal quale dista 50 km:
Per chi proviene da Palermo, tramite lo svincolo A20 di Santo Stefano di Camastra (100 km da Palermo), dal quale dista 50 km.
Si può raggiungere dalla S.P. 168 che da Caronia Marina, lasciando la S.S. 113 settentrionale sicula, sale verso Caronia Montagna proseguendo per altri 32 km circa, all'interno del parco dei Nebrodi, e arriva a Capizzi.
Per chi proviene da Catania, tramite lo svincolo A19 di Agira-Raddusa (50 km da Catania), dal quale dista 57 km, o dalla statale 121 uscita Paternò proseguire per la statale 575 passando per Troina e Cerami.
È praticamente equidistante, oltre due ore, dai tre principali capoluoghi siciliani.
Un po' più vicini, invece, i due capoluoghi di provincia della Sicilia Centrale: Enna (66 km, 1 h 30') e Caltanissetta (94 km, 1 h 50').

## Società

### Evoluzione demografica
Abitanti censiti

## Eventi
| Evento                                                   | date                          | Descrizione |
| -------------------------------------------------------- | ----------------------------- | --- |
| Festa della Madonna delle Grazie                         | Prima domenica dopo Pasqua    | Festa della domenica in albis o della Divina Misericordia, detta in dialetto Festa della "Duminica Nuedda" o Festa della Buona Novella. Viene portata in processione la statua della Madonna delle Grazie accompagnata da quella di San Giovanni Bosco, con la partecipazioni di tutte le confraternite che sfilano con le proprie insegne e le tradizionali cappe. |
| Riti della Settimana Santa                               | Giovedì santo e Venerdì santo | Allestimento degli altari della reposizione e processioni penitenziali. |
| Festa del Corpus Domini                                  | Nona domenica dopo Pasqua     | Allestimento di altari per le vie del centro storico, con fiori di campo, rose e ginestre sparsi lungo strade, per la processione eucaristica. |
| Corteo storico del Vessillo Aragonese                    | 22 luglio                     | Detta anche Festa a bannera, in memoria di un'antica concessione risalente al periodo aragonese. |
| Festa di S. Giacomo Apostolo Maggiore                    | Dal 16 al 26 luglio           | Novena presso il Santuario di San Giacomo dall'1 al 24 luglio. Processione delle Reliquie del Santo nella sera del 24 luglio, vigilia della festa liturgica. Festa di San Giacomo il 25 luglio con celebrazioni nell'arco della giornata e spettacolo serale musicale in piazza San Giacomo. Festa esterna celebrata il 26 luglio con la processione per le vie del paese. Particolare il rito tradizionale dei Miracoli, in cui il fercolo, portato a spalla dai fedeli capitini maschi, con la reliquia e la statua lignea del santo, attraversa le strette vie del centro cittadino, fino ad arrivare ad un muro in prossimità della Chiesa di Sant'Antonio di Padova (piazza Miracoli) che viene sfondato con i pali su cui è fissto il fercolo. Lo sfondamento, non privo di pericolosità per i portatori, avviene dopo diversi tentativi. Secondo la antica tradizione capitina il mancato sfondamento del muro è causa di avversità per l'intera cittadina durante l'anno, mentre il numero di colpi necessari per abbattere il muro è fonte di presagio per l'annata che segue. |
| Festa di S. Antonio di Padova ('A Cannedda)              | Dal 31 agosto al 3 settembre  | 'U viaggio a Cannedda è un tradizionale pellegrinaggio a cavallo in cui i fedeli dal centro cittadino si dirigono, nella notte tra il 1º e il 2 settembre, in una località boschiva detta piano Cannedda, distante circa 25 km dal centro abitato, presso cui secondo la tradizione ha riposato Sant'Antonio di Padova nel suo passaggio dalla Sicilia. Al pellegrinaggio partecipano centinaia di giovani cavalieri della cittadina e delle zone limitrofe, con cavalli di razza e finimenti preziosi. Difatti, mentre in epoche passate il pellegrinaggio veniva effettuato con muli ed asini (e pochissimi cavalli), negli anni la festa è diventata una notevole occasione per far sfilare i cavalli migliori, ormai fonte di popolare passione collettiva. Il rientro in paese avviene la sera del 2 settembre con la tradizionale “'Ntrata 'a Ddauru”, l'entrata a Capizzi con l'alloro raccolto durante il rientro nei boschi attraversati. La sfilata dei cavalli e dei cavalieri che seguono l'Urdunara, componenti della Confraternita di Sant'Antonio con le loro insegne, si conclude con la processione del fercolo di Sant'Antonio dalla sua chiesa alla chiesa Madre. Il 3 settembre si svolge la processione del fercolo con la statua settecentesca del santo per le vie del paese. |
| Festa dei Santi Sebastiano, Vito, Madonna degli afflitti | (Senza data fissa)            | Processione per le vie del centro urbano e pentolaccia. |
| Festa di San Leonardo                                    | (Senza data fissa)            | Processione per le vie del paese. |
| Festa di San Bartolomeo                                  | 24 agosto                     | Processione per le vie del paese preceduta dal rito della 'Ntinna, ovvero l'albero della cuccagna allestito in piazza della Rivoluzione. |
| Sagra "Il Tartufo tra i sapori d'autunno                 | Week-end di ottobre           | Sagra del tartufo dei Nebrodi, presente nei boschi di Capizzi. La sagra comprende una mostra-mercato con degustazione, manifestazioni che si svolgono tra le vie del centro storico, visite guidate, escursioni naturalistiche ed eventi culturali. |

## Amministrazione
Di seguito è presentata una tabella relativa alle amministrazioni che si sono succedute in questo comune.
| Periodo          | Periodo          | Primo cittadino                     | Partito                                | Carica  | Note   |
| ---------------- | ---------------- | ----------------------------------- | -------------------------------------- | ------- | ------ |
| 20 luglio 1990   | 14 agosto 1992   | Mario Antonino Iraci Sareri         | Partito Socialista Italiano            | Sindaco | [ 24 ] |
| 14 agosto 1992   | 29 dicembre 1992 | Luigi Salvatore Bonelli             | Partito Comunista Italiano             | Sindaco | [ 24 ] |
| 29 dicembre 1992 | 17 marzo 1994    | Giuseppe Calandra                   | Partito Socialista Italiano            | Sindaco | [ 24 ] |
| 18 giugno 1994   | 25 maggio 1998   | Luigia Agnese Iraci Sareri          | Partito Socialista Italiano            | Sindaco | [ 24 ] |
| 25 maggio 1998   | 27 maggio 2003   | Giuseppe Calandra                   | lista civica                           | Sindaco | [ 24 ] |
| 27 maggio 2003   | 17 giugno 2008   | Mario Antonino Iraci Sareri         | lista civica                           | Sindaco | [ 24 ] |
| 17 giugno 2008   | 8 luglio 2013    | Leonardo Giuseppe Principato Trosso | lista civica I Capitini Prima di Tutto | Sindaco |        |
| 11 giugno 2013   | 10 giugno 2018   | Giacomo Leonardo Purrazzo           | lista civica Coerenza e Libertà        | Sindaco |        |
| 10 giugno 2018   | "In carica"      | Leonardo Giuseppe Principato Trosso | lista civica Amministrare Insieme      | Sindaco |        |

### Altre informazioni amministrative
Il comune di Capizzi fa parte delle seguenti organizzazioni sovracomunali: regione agraria n.1 (Montagne interne Nebrodi nord-occidentali).

## Galleria d'immagini

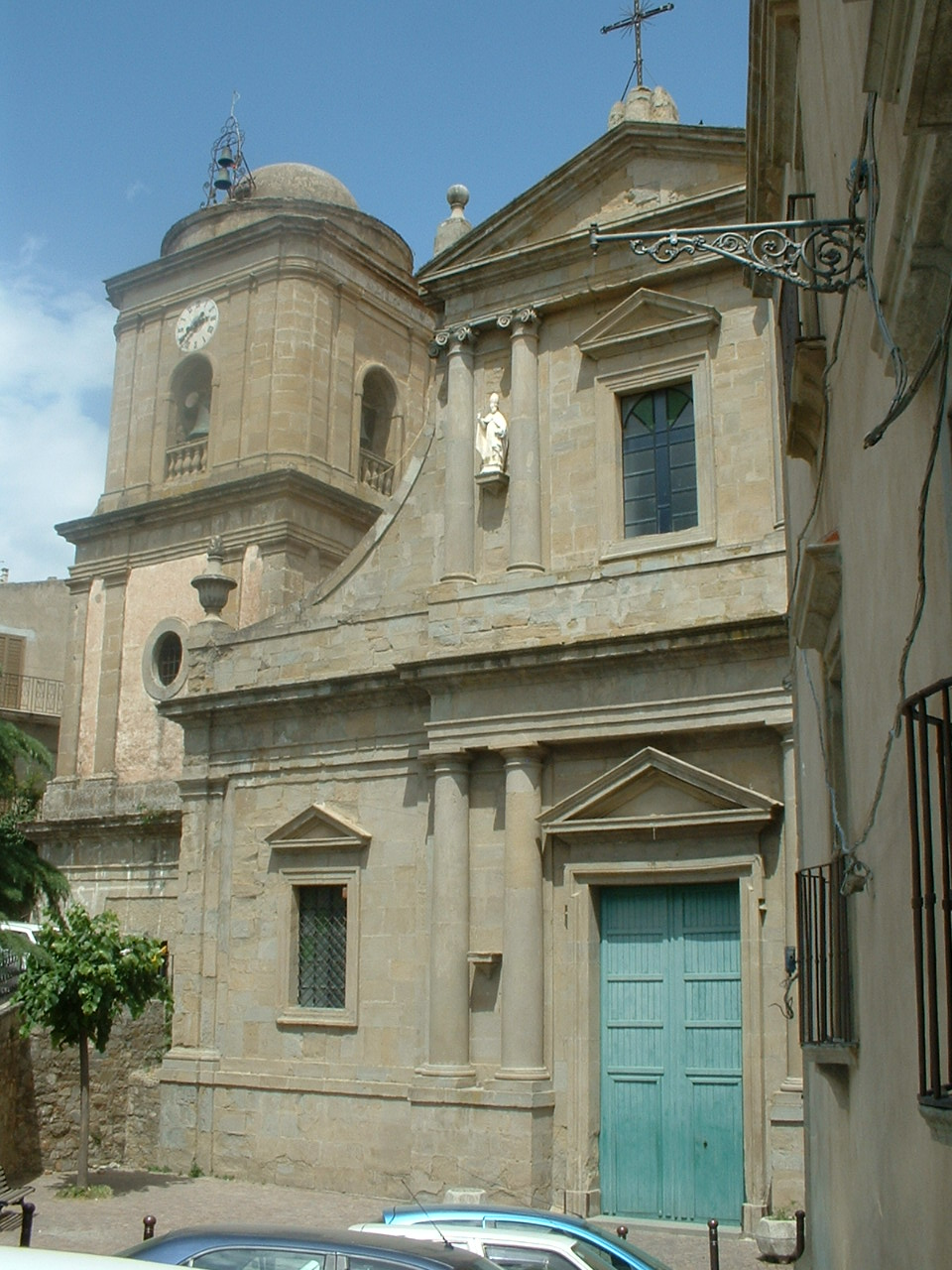
Facciata e campanile della Chiesa Madre
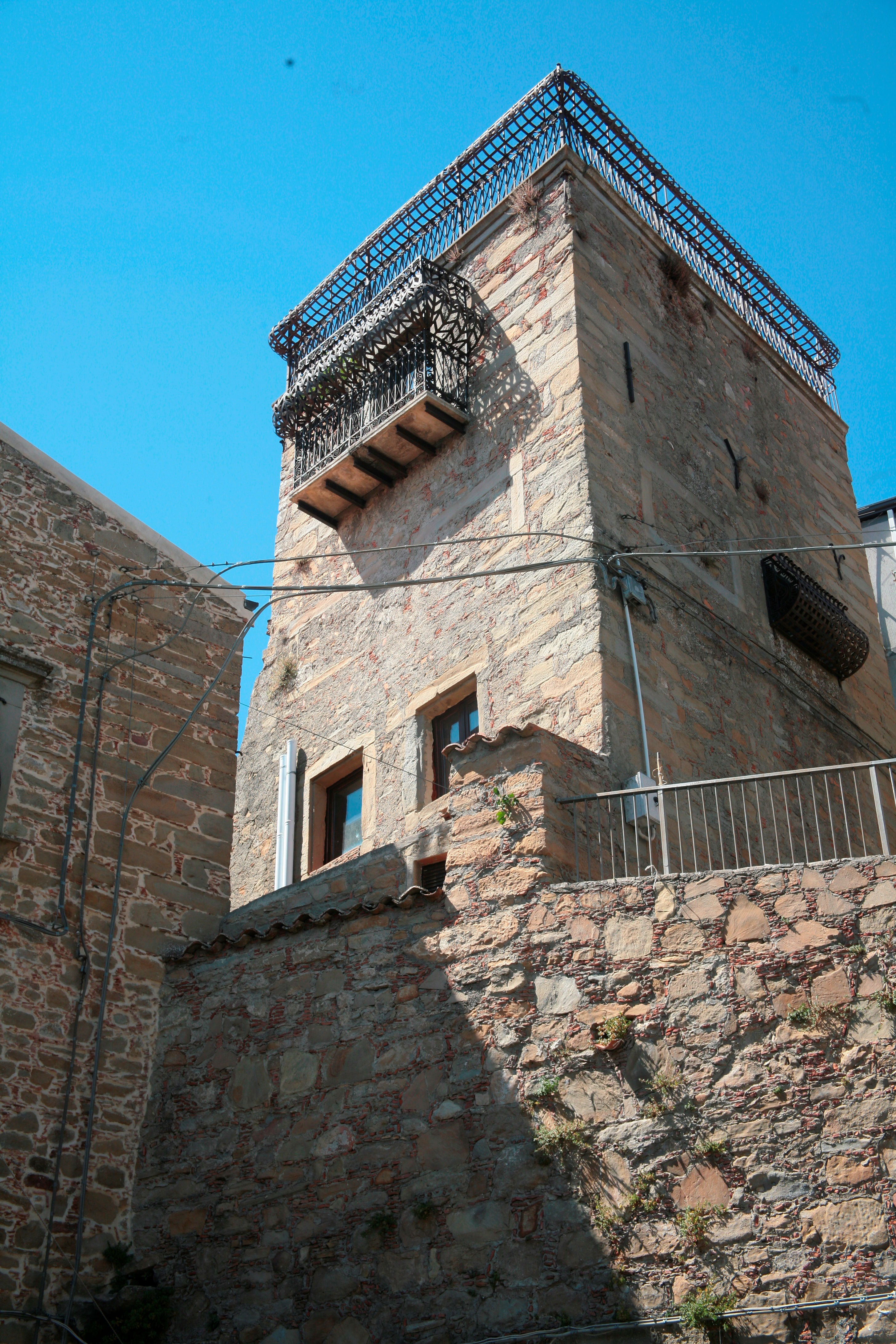
Architetture a Capizzi
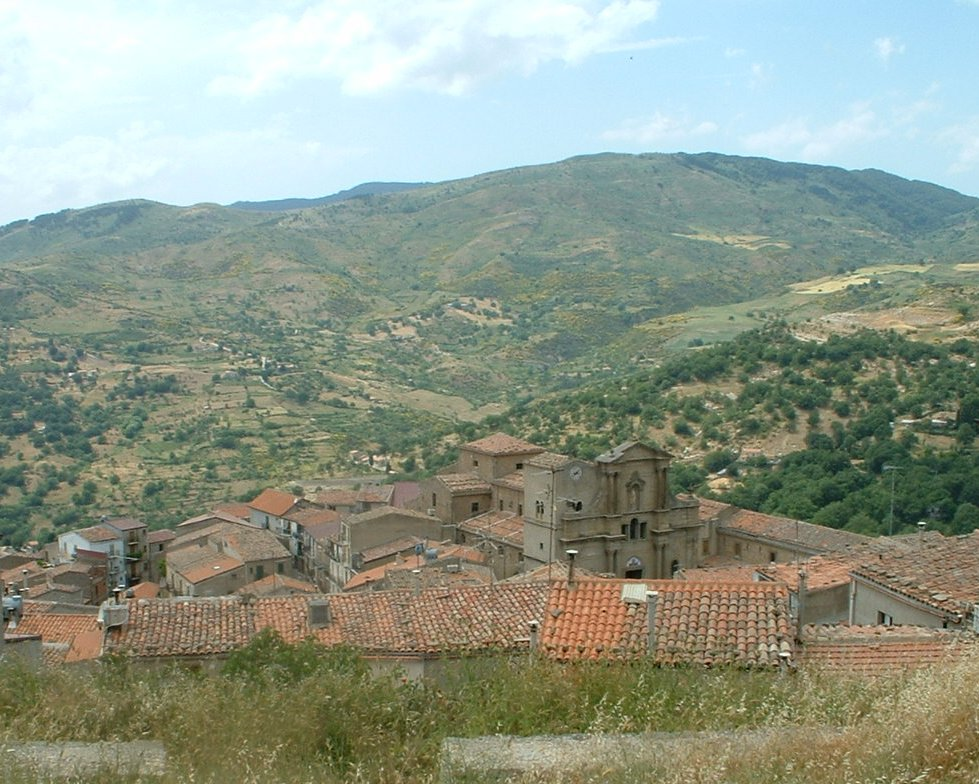
Vista parziale del centro storico e del Santuario di San Giacomo
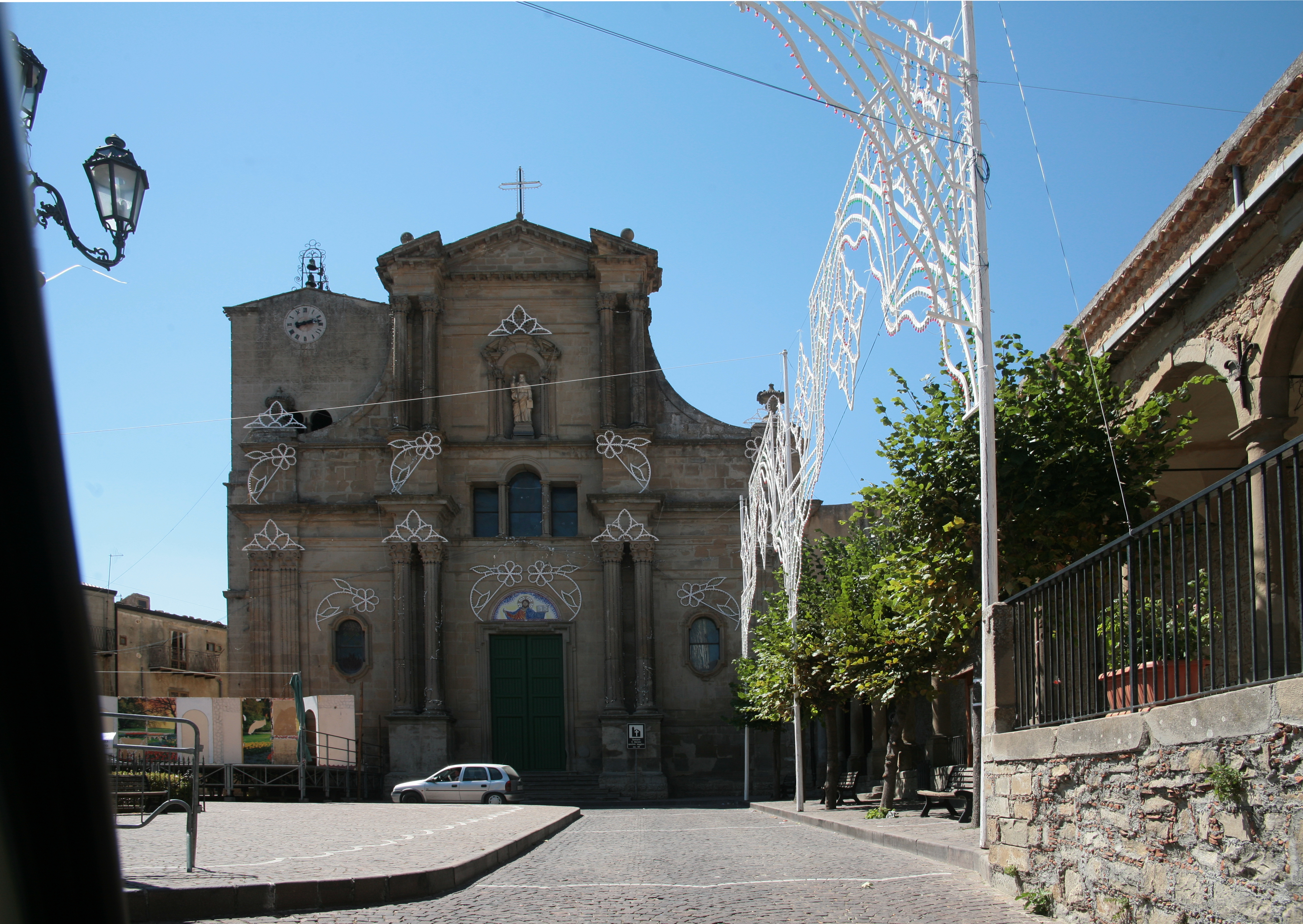
Chiesa di San Giacomo